# Tour de Crécy
La tour de Crécy est un beffroi situé à Crécy-sur-Serre, en France.

## Localisation
La tour est située dans la commune de Crécy-sur-Serre, dans le département de l'Aisne.

## Historique
La tour de Crécy-sur-Serre  a été construite dans la seconde moitié XVIe siècle.
Le monument est classé au titre des monuments historiques en 1921.

## Description
La tour est un édifice octogonal en brique et pierre posé sur une base en pavé de grès. Elle est surmontée d'un clocheton ajouré. Elle est ornée d'une horloge.